# رؤیاهای شیرین (فیلم ۲۰۱۶)
رؤیاهای شیرین (انگلیسی: Sweet Dreams) فیلمی ایتالیایی به کارگردانی مارکو بلوکیو است که در سال ۲۰۱۶ منتشر شد.